# Ketzin/Havel
Ketzin/Havel (pol. hist. Chyżyn lub Kcyń) – miasto w Niemczech w kraju związkowym Brandenburgia, w powiecie Havelland.

## Geografia

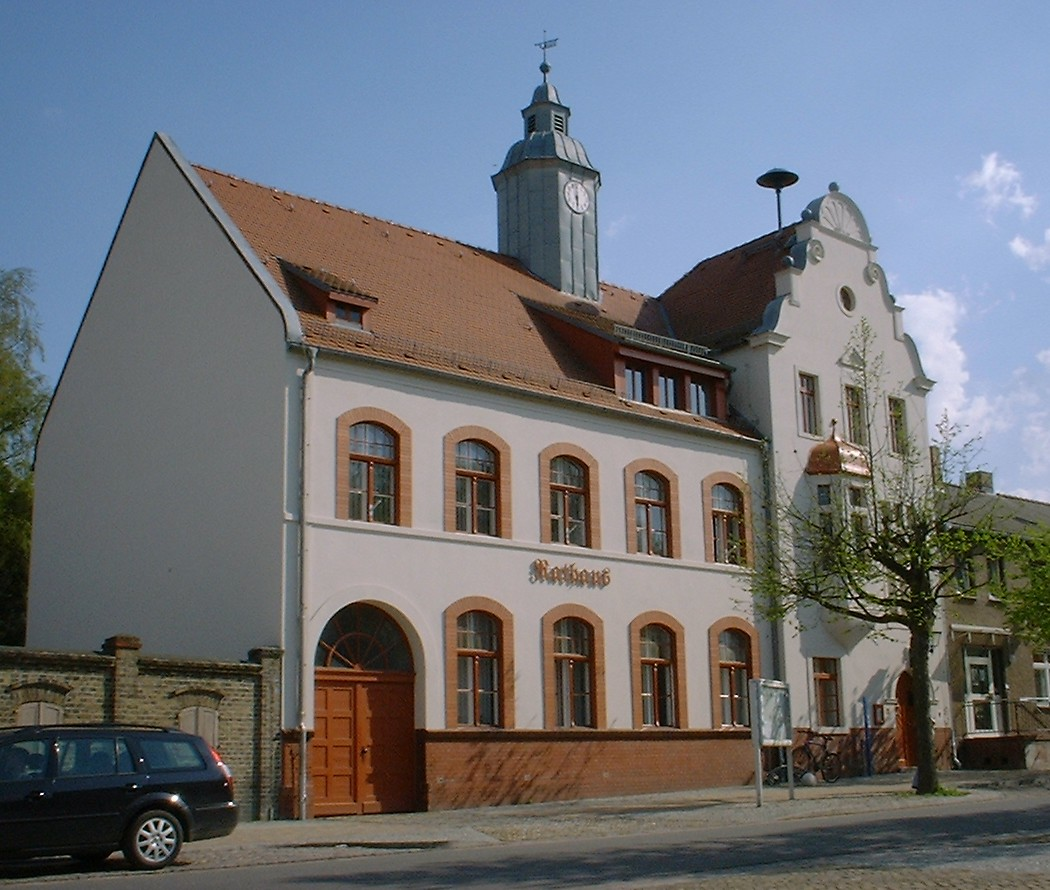
Ratusz

Ketzin leży nad kanałem Haweli, ok. 17 km na północny zachód od Poczdamu.